# Savave
Savave é a única ilha habitada do arquipélago de Nukufetau em Tuvalu. É também o nome da vila que fica nesta ilha. Segundo o censo 2006 tem uma população estimada de 546 habitantes.